# 格勒纳勒圣若翰洗者堂

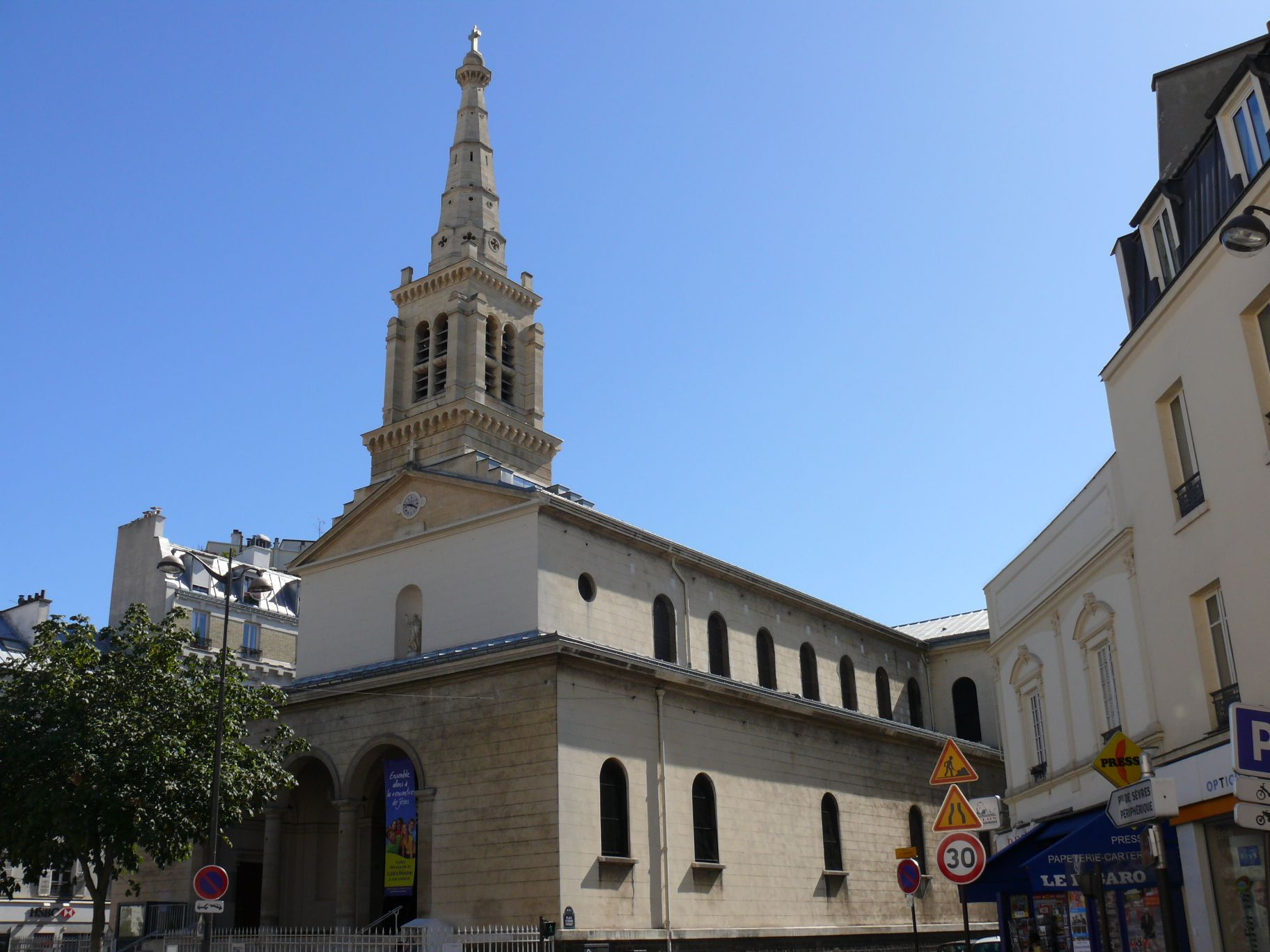
格勒纳勒圣让巴蒂斯特堂

格勒纳勒圣让巴蒂斯特堂（Église Saint-Jean-Baptiste de Grenelle）是一座位于法国巴黎十五区商业大街艾蒂安-佩尔内特广场23号，隶属罗马天主教的天主教巴黎总教区。教堂是哥德复兴式建筑，拥有一个钟楼。于1827年开始建造，1926年落成。